# Arkadi Gaidar
Arkadi Petrovich Gólikov (en ruso, Арка́дий Петро́вич Го́ликов; 22 de enero de 1904 — 26 de octubre de 1941), más conocido como Arkadi Gaidar (Арка́дий Гайда́р), fue un escritor soviético cuyas historias fueron muy populares entre los niños de la URSS.

## Biografía
Nacido en Lgov, en la gobernación de Kursk del imperio ruso (en la actualidad situado en el Óblast de Kursk, en Rusia), de padre profesor, Gaidar pasó su juventud en Arzamas. En 1918 se alistó voluntario en el Ejército Rojo, aunque ya antes había trabajado como comisario político de la rama local del Partido Comunista. Durante la Guerra Civil Rusa, a la edad de 16 años fue nombrado comandante de un regimiento. Participó en la represión de algunas revueltas anticomunistas, entre ellas la Rebelión de Tambov, siendo herido en combate varias veces. Fue licenciado del ejército en 1924 debido a una contusión sufrida en combate.
Un año más tarde, Golikov comenzó a publicar sus trabajos literarios, bajo el seudónimo de Gaidar. Su segundo trabajo, RVS (1926) definía ya la línea que seguiría su obra en muchos aspectos: Gaidar encontró su vocación en la escritura para jóvenes, narrando historias de camaradería en el frente y del romanticismo de la lucha revolucionaria. Su obra Timur y su pandilla (1940) le hizo famoso. El personaje protagonista, Timur, estaba parcialmente basado en el propio hijo del autor. La cautivadora historia de un joven pionero altruista dio lugar al nacimiento del llamado movimiento timurita a lo largo de toda la URSS, protagonizado por organizaciones juveniles como los Jóvenes Pioneros o los Pequeños de Octubre. 
Durante los primeros días de la Gran Guerra Patria, Gaidar fue enviado al frente como corresponsal del Komsomolskaya Pravda, el periódico oficial del Komsomol, la organización juvenil del Partido Comunista de la Unión Soviética. Tras haber sido rodeado el destacamento al que acompaña por fuerzas fascistas, rechazó la evacuación y se empleó como ametrallador hasta su muerte, el 26 de octubre de 1941. Está enterrado en la ciudad de Kániv (actual Ucrania), donde se erigió un monumento en su honor en 1953. Fue condecorado póstumamente con la Orden de la Guerra Patria de 1.er grado y la Orden de la Insignia de Honor y numerosas medallas.
Sobre Gaidar se rodaron tres películas biográficas en la antigua URSS: Serebryanye truby (1970), Konets imperatora taygi (1978) y Ostayus s vami (1981, sobre los últimos días de la vida del autor), así como también se adaptaron al cine soviético algunas de sus historias. Sus obras están traducidas a numerosas lenguas, entre ellas el español.
Su hijo Timur (1926-1999) fue contraalmirante de la URSS y jefe del departamento militar del diario Pravda. Su nieto, Yegor, fue Ministro de Economía y Finanzas ruso y posteriormente jefe de gobierno interino en 1992, durante el mandato de Borís Yeltsin, realizando una política de choque hacia la economía de mercado diametralmente opuesta a los ideales de su abuelo.

## Obras
- R.V.S (las siglas corresponden a Consejo de guerra revolucionario en ruso),1926
- Escuela (Школа), 1930
- Países lejanos (Дальние страны), 1932
- Secreto de guerra (Военная тайна), 1935
- La tacita azul (Голубая чашка), 1936
- Bumbarásh, ("Бумбараш"), 1936-37
- El destino del tamborilero (Судьба барабанщика), 1939
- Chuk y Guek (Чук и Гек), 1939
- Timur y su escuadrón (Тимур и его команда), 1940